# Fragilització per hidrogen
La fragilització per hidrogen és el procés pel qual diversos metalls, especialment acer d'alta resistència, esdevenen fràgils i fracturen després d'haver estat exposats a l'hidrogen. La fragilització per hidrogen sol ser el resultat d'una introducció no intencionada d'aquest element en metalls susceptibles durant les operacions de conformació o d'acabat. Aquest fenomen fou descrit per primer cop el 1875.
La fragilització d'hidrogen també es fa servir per descriure la formació del zircaloy. És comú l'ús del terme en aquest context en la indústria nuclear.

## Susceptibilitat de material
L'hidrogen embriaga una varietat de substàncies incloent l'acer, alumini (només a temperatures altes), i titani. El ferro austemperat també és susceptible, tot i que l'acer austemperat (i possiblement altres metalls austemperats) mostren una major resistència a l'entretiment d'hidrogen.
En els assajos de tracció realitzats en diversos metalls estructurals en entorns d'hidrogen molecular de gran pressió, s'ha demostrat que els acers inoxidables austenítics, l'alumini (inclosos els aliatges), el coure (inclosos els aliatges, per exemple, el coure de beril·li) no són susceptibles a l'entretiment d'hidrogen altres metalls.

### Acers
Si l'acer està exposat a hidrogen a temperatures elevades, l'hidrogen es difondrà en l'aliatge i es combinarà amb el carboni per formar petites butxaques de metà a les superfícies internes com els límits i els buits del gra. Aquest metà no es difon del metall i es recull en els buits a alta pressió i inicia esquerdes a l'acer. Aquest procés selectiu de lixiviació es coneix com a atac d'hidrogen o atac d'hidrogen a alta temperatura i condueix a la descarburització de l'acer i a la pèrdua de força i ductilitat.
L'acer amb una resistència a la tracció final inferior a 1000 MPa (~ 145.000 psi) o una duresa inferior a 23 HRC no es considera generalment susceptible de contraprestació d'hidrogen. Com a exemple de desgravació forta d'hidrogen, es va mesurar l'allargament per fallada de l'acer inoxidable endurit a la precipitació de 17-4PH baixant del 17% a només l'1,7% quan els exemplars llisos van estar exposats a hidrogen a alta pressió.
A mesura que augmenta la força dels acers, la susceptibilitat a la desafectació de l'hidrogen augmenta. En acers de gran resistència, qualsevol cosa per sobre de la duresa de HRC 32 pot ser susceptible a la fracturació precoç de l'hidrogen després de processos de xapatge que introdueixen hidrogen. També poden experimentar fallades a llarg termini en qualsevol moment, entre setmanes i dècades després d'haver estat posades en servei a causa de l'acumulació d'hidrogen en el temps per part de la protecció catòdica i altres fonts. S'han notificat nombroses fallades en el rang de duresa des del HRC 32-36 i més amunt; per tant, les parts d'aquest rang s'han de revisar durant el control de qualitat per tal de garantir que no siguin susceptibles.

### Coure
Els aliatges de coure que contenen oxigen es poden embrutar si s'exposen a hidrogen calent. L'hidrogen es difon a través del coure i reacciona amb inclusions de Cu₂O, formant H₂O (aigua), que després forma bombolles a pressió als límits del gra. Aquest procés pot fer que els grans s'obliguin literalment els uns dels altres i es coneix com a entretiment del vapor (perquè es produeix vapor, no perquè l'exposició al vapor causa el problema).

### Vanadiu, níquel i titani
Un gran nombre d'aliatges de vanadi, níquel i titani absorbeixen quantitats importants d'hidrogen. Això pot provocar una expansió de grans volums i danys en l'estructura del cristall, provocant que els aliatges es tornin molt trencadissos. Aquest és un tema particular quan es busquen aliatges no basats en pal·lia per al seu ús en membranes de separació d'hidrogen.